# Fahrenheit 451

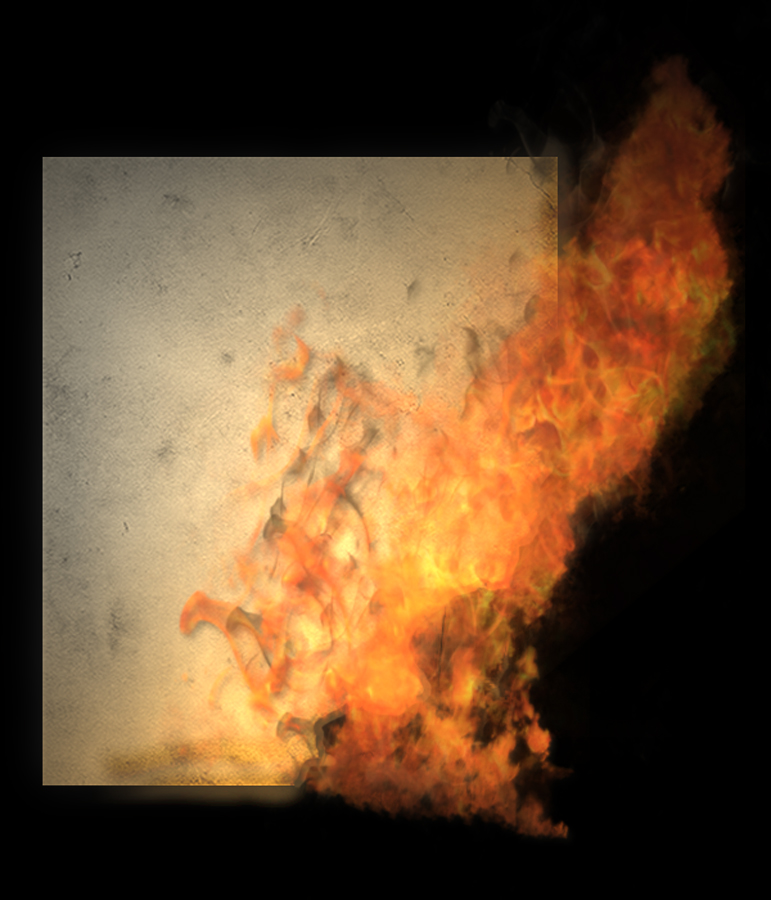
Papper antänder vid 451 grader Fahrenheit.

Fahrenheit 451 är en dystopisk roman skriven av Ray Bradbury, publicerad 1953. Titeln syftar på den temperatur som papper självantänds vid: 451 grader Fahrenheit, vilket motsvarar ungefär 233 grader Celsius. (Enligt forskning kan självantändningstemperaturen dock variera från 440 grader Fahrenheit till 470 grader Fahrenheit, beroende på bland annat papperstyp.) Boken filmatiserades år 1966 med François Truffaut som regissör.

## Handling

### Kortfattad
Romanen skildrar ett samhälle där all litteratur i tryckt form är strikt förbjuden, den som innehar en bok eller försöker skaffa en tas effektivt bort från samhället. Den utspelar sig i en framtid där alla hus är brandsäkra, så brandkårens enda uppgift är därför att vid larm åka till en plats som befunnits misstänkt för litteraturinnehav, och med sina fotogensprutor bränna upp litteraturen, i vissa fall tillsammans med försyndarna, när de vägrar att lämna ifrån sig den.
Förbudet har troligen införts av något totalitärt styre, men det framgår inte av filmen, filmtittaren liksom medborgarna, hålls utanför kunskap om sådant, och blir fostrade att tro att samhället är en följd av den allmänna opinionen, som i sin nöjessträvan funnit litteraturen alltför tungsint och missmodsbringande. I stället har man stora interaktiva TV-skärmar för att få underhållning.
Boken kretsar kring Guy Montag, som är brandman. Efter upprepade samtal med en besynnerlig flicka, väcks hans nyfikenhet till böckernas värld och han börjar i smyg rädda enstaka bokexemplar från att förstöras under brandkårens räder. Hans nyfikenhet stimuleras än mer när han börjar läsa i böckerna, och han börjar hysa tvivel mot brandkåren och samhällssystemet. Hans fru är helt oförstående, men han framhärdar ändå i sitt dolda trots. Han inleder ett samarbete med en gammal och rädd litteraturhistoriker. Slutligen har hans olydnad gått så långt att han själv blir misstänkt och hans hus nerbränt. Detta driver honom till vansinne, varför han bränner ihjäl brandchefen och ytterligare några brandmän. Han tar sedan till flykten och jagas genom hela staden. Genom att kasta sig i floden lyckas han undkomma. Han slår följe med en grupp litteraturintresserade, som håller sig gömda utanför staden, och när det länge förmodade kriget bryter ut och drar förbi gör gruppen sig i ordning att återinföra den litteratur de memorerat.

### Detaljerad
Guy Montag jobbar som brandman i en framtidsstad i Amerika. I denna framtid är brandmännens jobb inte att släcka eldar, deras jobb är att bränna böcker. Folk varken läser, njuter av naturen eller har meningsfulla diskussioner. Det är förbjudet. Istället ska allt gå fort, man ska inte tänka på vad som sägs i TV utan bara suga in det. De lyssnar även på radio, som de sätter in i öronen, så kallad ”Seashells Radio”.
Montag möter Clarisse, en 17-åring som älskar människor och natur och gärna funderar på livets gåtor och ställer frågor om det mesta. Under de närmaste dagarna händer det en massa konstiga saker. Hans fru Mildred försöker ta livet av sig med sömntabletter. Ett larm kommer in om att en kvinna har hittats med en hel gömma böcker, och konstigt nog – tycker Montag – vill hon brännas inne tillsammans med böckerna. Clarisse blir även dödad av en framrusande bil. Montags liv blir till ett missnöje och han börjar leta efter lösningar i några böcker som han har gömt undan i en ventil till luftkonditioneringen.
När han inte dyker upp till sitt arbete, vill chefen Beatty komma över till hans hus. Beatty berättar för honom att brandmän kommer till ett stadium där de börjar undra varför man egentligen bränner böcker och vad böckerna egentligen har att berätta. Det började med att vissa små grupper började klaga på böcker som de tyckte sårade dem, och författarna började skriva böcker som blev mer och mer lika varandra, allt för att inte kränka folk. Detta var inte tillräckligt – till slut bestämde samhället att böcker helt skulle förbjudas för att förhindra detta. Montags chef säger till honom att ta ett dygn och kolla igenom om böckerna han har gömt innehåller något av intresse och att han sen ska bränna dem.
Han börjar läsa direkt och frågar om hans fru vill hjälpa till, men hon vill hellre titta på TV och förstår inte varför man skulle vilja ta risken att läsa. Han kommer ihåg en pensionerad professor vid namn Faber som han träffade i en park. Han kanske kunde vara till hjälp. Faber berättar att det inte bara är att läsa böckerna utan att även förstå värdet av det som skrivs och att det är den detaljerade kunskapen om livet i dem som man har nytta av. Sen behöver man ju en fritid, under vilken man kan praktisera vad man lärt sig i litteraturen.
Faber går med på att hjälpa Montag med sin läsning. De kommer på ett system för att förstöra det nuvarande systemet: Faber ska kontakta en skrivare för att reproducera böcker, och sen ska Montag plantera böcker i brandmännens hus för att få dem att se skyldiga ut och således förstöra för yrkesgruppen. Faber ger Montag en tvåvägsradio så att han kan höra när Montag pratar med andra och så kan Faber viska saker till honom i hemlighet. Det kommer hem två kvinnor till Montags hus för att kolla på TV, och de sitter och pratar om sina familjer och hur kriget håller på att bryta ut, oseriöst och ytligt. Montag blir arg och tar upp en bok och läser en dikt. Faber säger i hans öra att han ska sluta, men Montag struntar i varningen. Mildred säger att läsa poesi är för brandmän ett sätt att få folk att förstå meningslösheten i att läsa böcker. Kvinnorna blir störda av dikten och klagar på Montag.
Montag går till stationen och lämnar en av sina böcker till Beatty, och han säger några dumma citat ur stora böcker och säger att böcker förtjänar bränning. Ett larm ljuder och de springer för att svara. Det visar sig att larmet kommer från Montags hus. Mildred har packat sin resväska och Montag inser att hon har svikit honom. Beatty ber Montag att själv bränna sitt hus, varpå Montag riktar eldkastaren mot Beatty för att bränna ihjäl honom, och den andra brandmannen slår han medvetslös. Den mekaniska hunden, som de uppmanat att attackera Montag, sprutar in bedövningsmedel i Montags ben och han dödar den med sin eldkastare. Han släpar med sig några böcker hem till en brandman och ringer i en telefonkiosk och larmar om detta.
Montag går till Fabers hus och får veta att de har satt en till hund på spaning efter honom och att även helikoptrar och ett TV-team har sänds ut. Faber säger att han kanske kan få hjälp av en pensionerad skrivare i St. Louis. Montag ger Faber lite pengar och berättar för Faber hur han ska få bort Montags lukt från huset han bor i och så tar han Fabers kläder och springer till floden. Hela staden kollar på TV och följer jakten på Montag. Han flyter med strömmen längre inåt land och följer några gamla järnvägsspår, varefter han träffar några bokintresserade människor som har memorerat innehållet i ett flertal böcker. Fiendens jetplan utplånar staden och Montag och hans nya vänner måste gå vidare för att söka upp överlevare och återupprätta civilisationen.

## Kulturella referenser
- Fahrenheit 9/11 är en dokumentärfilm om 11 september-attackerna, vars titel har inspirerats från romanens titel.